# 후르비츠의 정리 (복소해석학)
후르비츠의 정리(독일어: Satz von Hurwitz, Hurwitz's theorem, -定理)는 복소해석학의 정리로, 독일의 수학자 아돌프 후르비츠의 이름이 붙어 있다. 루셰 정리의 간단한 응용으로 얻을 수 있다.

## 공식화
복소 함수열 {fn(z)}가 단순 닫힌 경로 C로 둘러싸인 영역과 그 위에서 해석적인 함수들의 함수열이며 C 및 C로 둘러싸인 영역을 포함하는 곳에서, C에서 영점을 갖지 않는 함수 f(z)로 균등 수렴한다고 하자. 그러면, 다음이 성립한다.
- C로 둘러싸인 영역에서 f(z)의 영점의 개수는 충분히 큰 자연수 n에 대해 C로 둘러싸인 영역에서 fn(z)의 영점의 개수와 같다.

## 증명
m을 C에서 |f(z)|의 최솟값이라고 하자. C에서 {fn(z)}가 균등 수렴하므로, 적당한 자연수 N(m)이 존재하여 n > N(m)에 대해,
|fn(z) - f(z)| < m ≤ |f(z)|.
을 만족한다. 따라서 루셰 정리에 의해 C로 둘러싸인 영역에서 f(z)의 영점의 개수는 f(z) + (fn(z) - f(z)) = fn(z)의 영점의 개수와 같다. 즉, 충분히 큰 자연수 n에 대해 f(z)의 영점의 개수는 fn(z)의 영점의 개수와 같다.

## 같이 보기
- 루셰 정리

## 참고 문헌
- 고석구, 《복소해석학개론》, 경문사, 2005.